# Kuřinec lilákový
Kuřinec lilákový (Ramariopsis pulchella), jinak také kuřinec hezký, je velmi vzácný druh korálovité houby z čeledi kyjankovité (Clavariaceae). V Červeném seznamu hub České republiky je druh uveden jako kriticky ohrožený.

## Znaky
Druh tvoří křehké, vidličnatě větvené, 1–3 cm velké plodnice. Fialová barva je směrem od báze ke špičkám sytější, v suchém prostředí bledne. Houba roste jednotlivě, méně často ve volných trsech.
Třeň velmi krátký, červenohnědý, často pokrytý bílým, plstnatým povlakem.
Dužnina je pevná, voskovitá, postrádá aroma.

## Užití
Nepoživatelný druh.

## Ekologie
Kuřinec lilákový najdeme od poloviny srpna do pozdního podzimu na zemi, popřípadě na popadaných větvích. Typicky se druh vyskytuje na světlých místech – podél cest, ve světlých listnatých lesích, v křovinách, na loukách, apod. Preferuje vápnité půdy.

## Rozšíření
Výskyt pozorován v Itálii, Švýcarsku, Anglii, Francii, Německu, měl by se vyskytovat celosvětově. v ČR zejména ve středočeské oblasti.

## Galerie

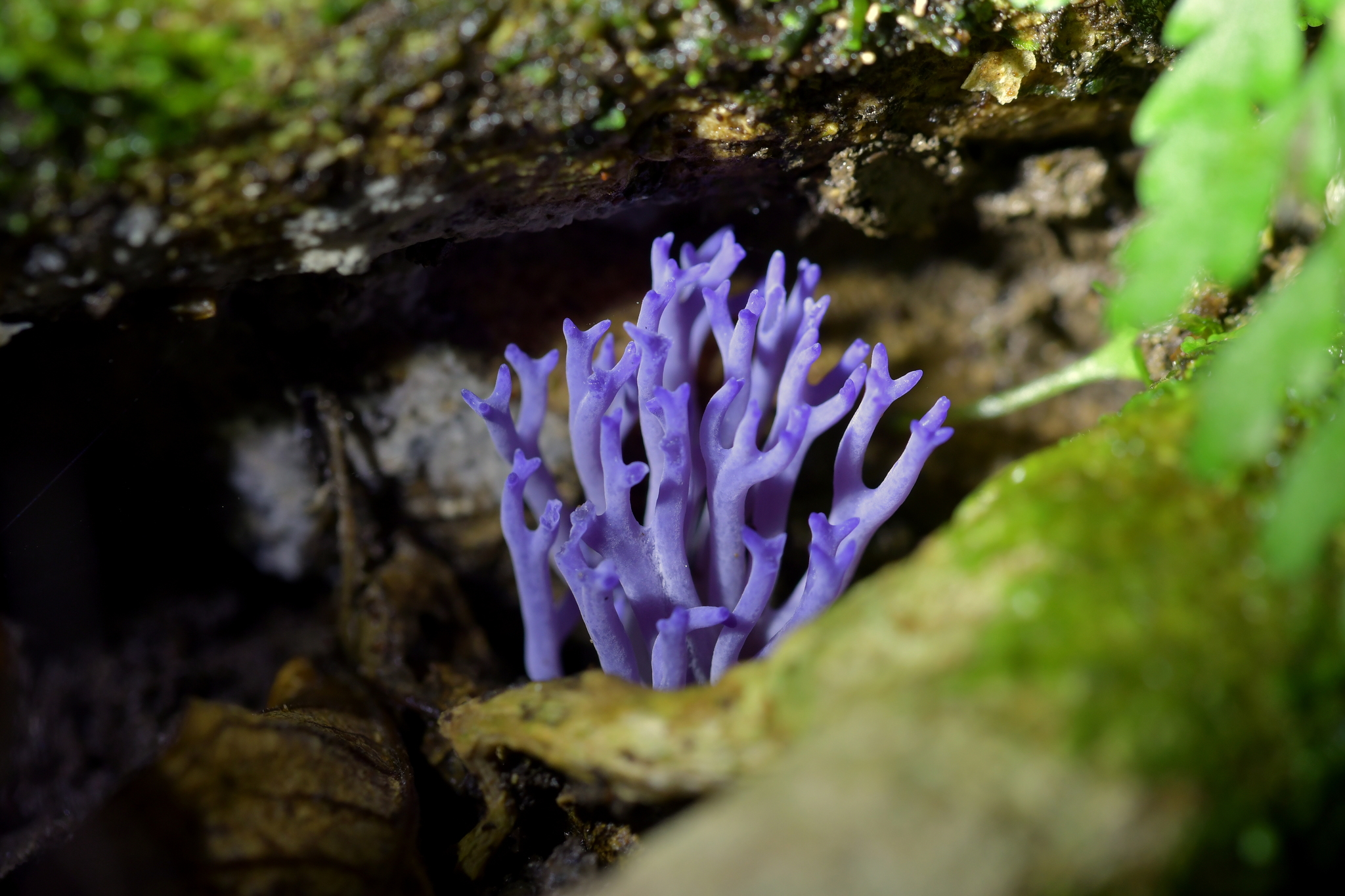
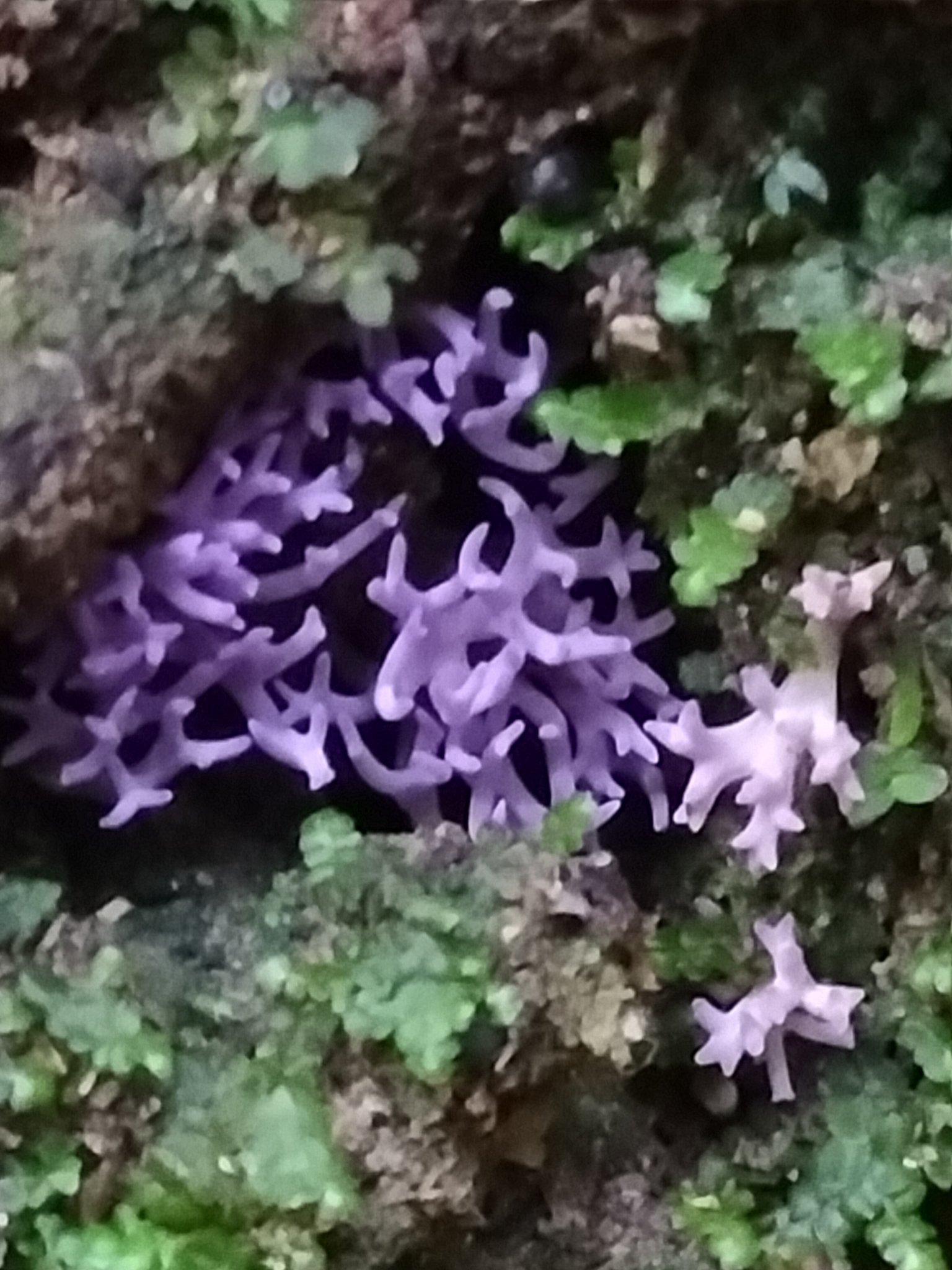
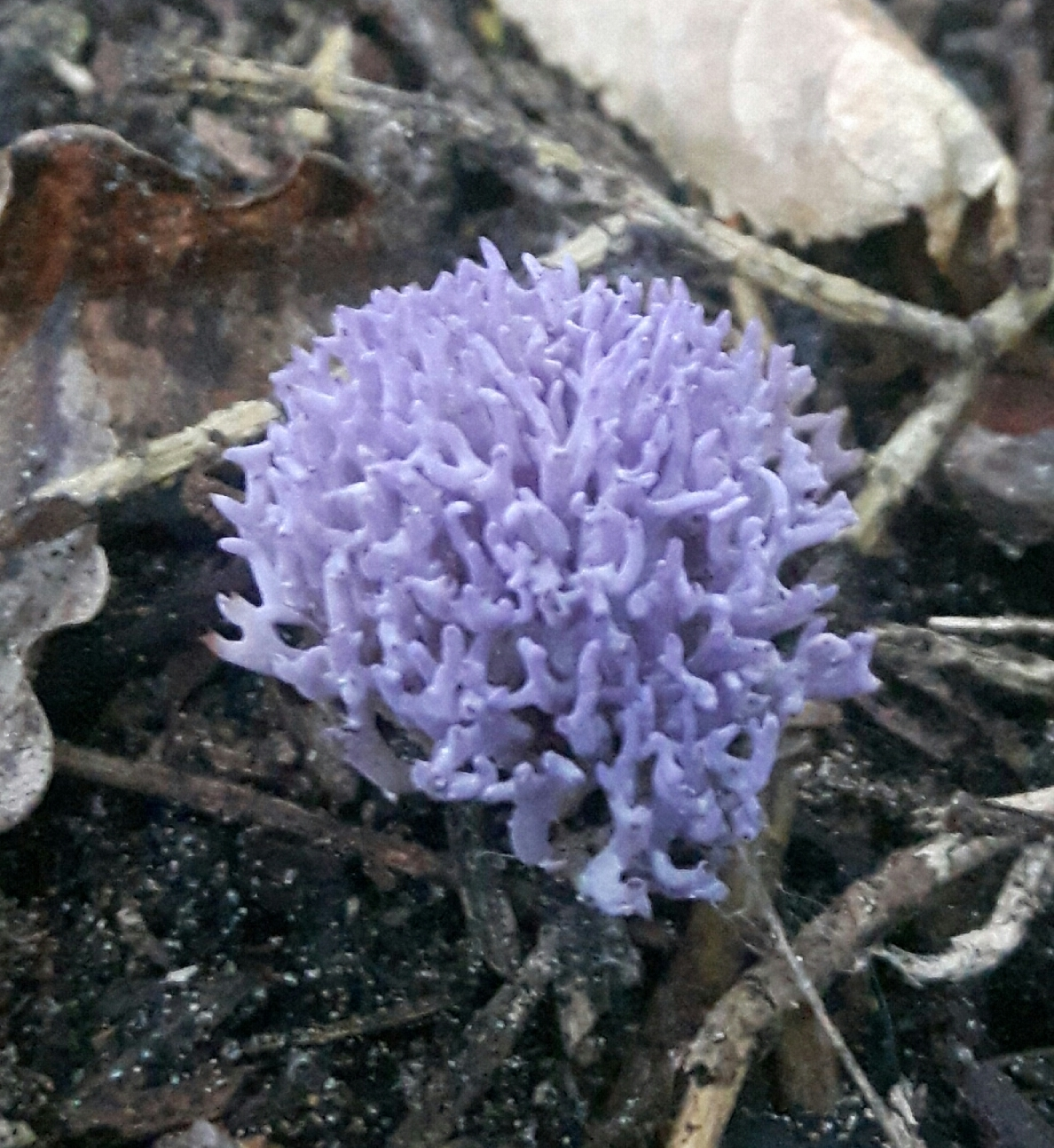
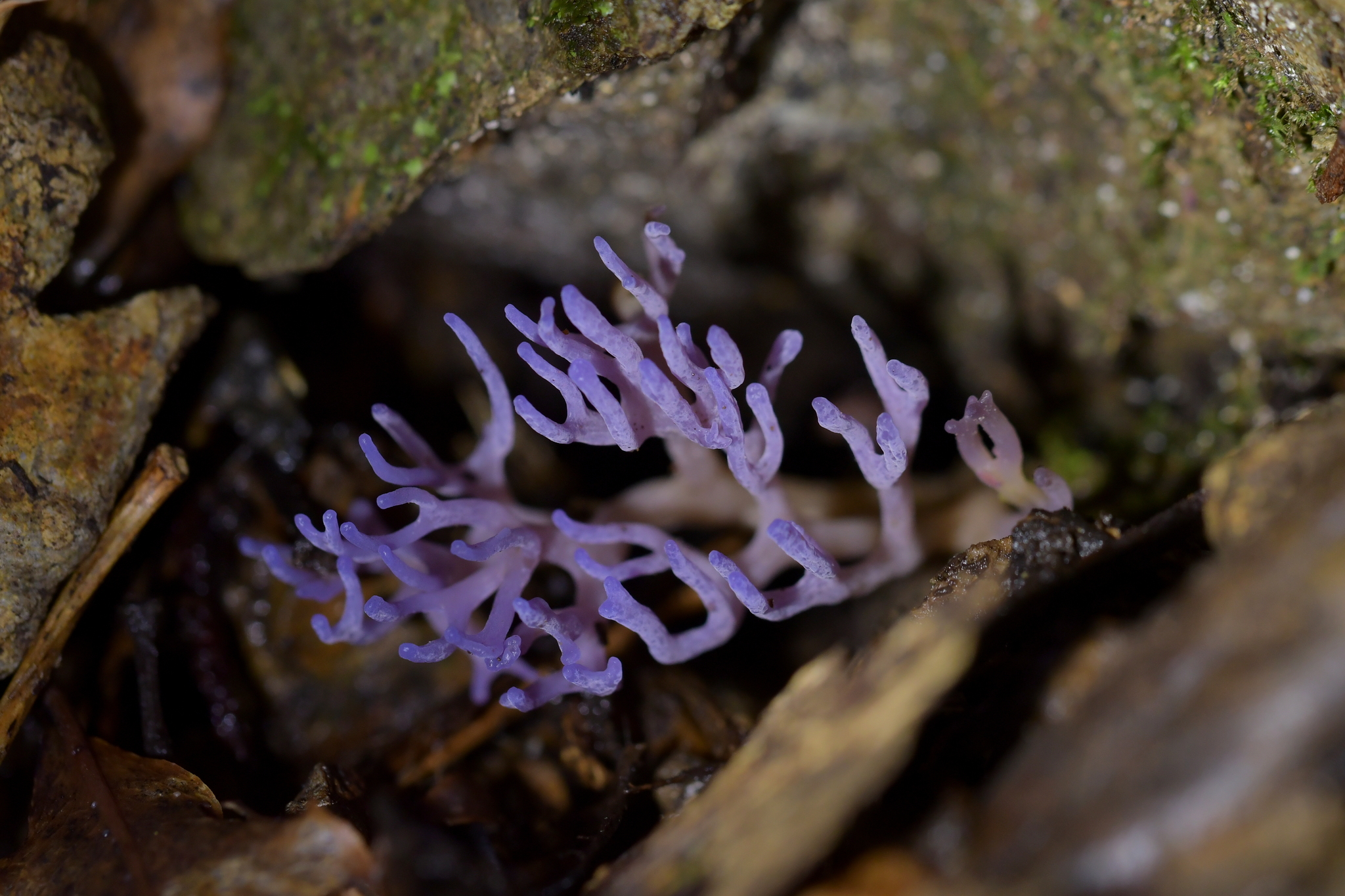
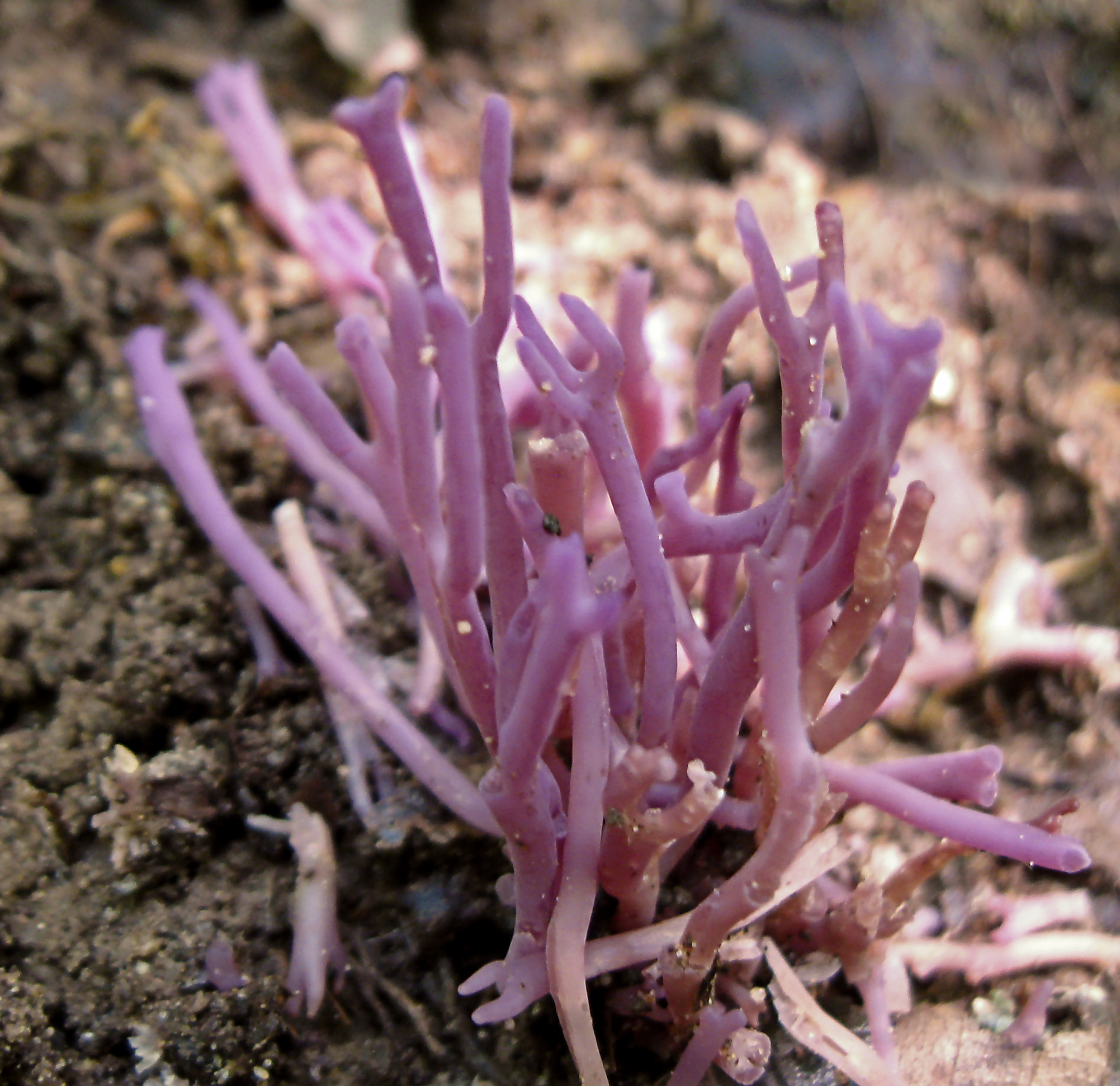

## Možnost záměny
- Kuřátečko ametystové (Clavulina ametystea)
- Kyjanka Zollingerova (Clavaria zollingeri)

Oba druhy se liší tvorbou větších plodnic (2–7 cm) 